# CRIU
CRIU(Checkpoint/Restore In Userspace, '크리우'로 발음)는 리눅스 운영 체제용 소프트웨어 도구이다. 이 도구를 사용하면 실행 중인 애플리케이션을 멈추고 이를 영구적인 스토리지로 파일들의 모임으로서 체크포인트시킬 수 있다. 그러면 이 파일들을 사용하여 파일들을 복원하여 애플리케이션을 다시 정지 시점으로 돌려놓은 채로 구동시킬 수 있다. CRIU 프로젝트의 독특한 점은 이것이 주로 커널이 아닌 사용자 공간으로 구현되어 있다는 것이다.
이 프로젝트는 현재 활발히 개발되고 있으며 안정판이 월단위로 출시되고 있다.

## 역사
CRIU 소프트웨어의 최초 버전은 2011년 7월 15일 OpenVZ 커널 팀 리더 Pavel Emelyanov에 의해 리눅스 개발자 커뮤니티에 공개되었다.
2011년 9월, 이 프로젝트는 리눅스 플럼퍼스 콘퍼런스에서 공개되었다.

## 유사 프로젝트
다음의 프로젝트들이 CRIU와 비슷한 기능을 제공한다:
- OpenVZ
- DMTCP[6]
- BLCR[7]
- Linux C/R[8]